# Lourenzá
Lourenzá ist eine spanische Gemeinde (Concello) mit 2.098 Einwohnern (Stand: 2024) in der Provinz Lugo der Autonomen Gemeinschaft Galicien.

## Geografie
Lourenzá liegt am nordöstlichen Rand der Provinz Lugo ca. 55 Kilometer nordöstlich der Provinzhauptstadt Lugo.
Umgeben wird Lourenzá von den fünf Nachbargemeinden:
|           | O Valadouro                                 | Barreiros |
| Mondoñedo | Kompassrose, die auf Nachbargemeinden zeigt | Trabada   |
|           | Riotorto                                    |           |

Der Río Masma durchquert das nördliche Gemeindegebiet von West nach Ost. Einer seiner rechten Nebenflüsse, der Río Baus, entspringt in der Nachbargemeinde Mondoñedo und mündet in den Río Masma in der Parroquia Santa María. Der Río Batán entspringt in der Nachbargemeinde Riotorto, durchquert das Gebiet der Gemeinde von Süd nach Nord und mündet in den Río Baus in der Parroqia San Xurxo.
Die Oberfläche der Gemeinde ist hügelig mit höchsten Erhebungen im südlichen Gemeindegebiet der Sierra das Augas Santas mit 716 m und mit dem Alto da Fraga in der Serra da Cadeira (704 m).

## Klima
Das Klima zeichnet sich aufgrund seiner Nähe zur kantabrischen Küste durch seine thermische Milde und hohe Luftfeuchtigkeit aus. Die durchschnittlichen Jahrestemperaturen liegen bei etwa 13 °C, wobei die Winterdurchschnittswerte um 8 °C und die Sommerdurchschnittswerte um 19 °C liegen.

## Bevölkerungsentwicklung der Gemeinde
Legende: Lorenzana___Lourenzá

Quelle: INE-Archiv – grafische Aufarbeitung für Wikipedia 
Nach einem Anwachsen der Gemeindegröße auf über 5000 Einwohner im ausgehenden 19. Jahrhundert und zu Beginn des 20. Jahrhunderts sank die Zahl der Bevölkerung stetig bis unter 2500. Der Rückgang der Bevölkerung in den frühen Jahren des 20. Jahrhunderts ist auf eine Auswanderungswelle zurückzuführen.
| Männer | Alterstufe | Frauen |
| ------ | ---------- | ------ |
| 0      | 100+       | 2      |
| 3      | 95–99      | 9      |
| 13     | 90–94      | 25     |
| 38     | 85–89      | 56     |
| 47     | 80–84      | 62     |
| 70     | 75–79      | 85     |
| 66     | 70–74      | 74     |
| 83     | 65–69      | 79     |
| 70     | 60–64      | 78     |
| 74     | 55–59      | 85     |
| 78     | 50–54      | 69     |
| 66     | 45–49      | 67     |
| 93     | 40–44      | 70     |
| 79     | 35–39      | 69     |
| 38     | 30–34      | 51     |
| 37     | 25–29      | 36     |
| 33     | 20–24      | 34     |
| 37     | 15–19      | 29     |
| 36     | 10–14      | 45     |
| 36     | 5–9        | 38     |
| 35     | 0–4        | 34     |

Am 1. Januar 2021 waren ca. 53 % der Bevölkerung (52 % der Männer, 51 % der Frauen) im erwerbsfähigen Alter (20–64), während dieser Wert für ganz Spanien ca. 61 % betrug.
Die Überalterung der Bevölkerung der Gemeinde zeigt folgende Tabelle, bei der das Verhältnis von Gruppen von älteren Personen mit Gruppen von Personen der jüngeren Generation der gleichen Verwaltungseinheit verglichen wird:
| Alter | Anzahl Personen | Alter | Anzahl Personen | Provinz | Galicien | Spanien |
| ----- | --------------- | ----- | --------------- | ------- | -------- | ------- |
| 60–64 | 100             | 20–24 | 45              | 49      | 58       | 79      |
| 55–59 | 100             | 15–19 | 42              | 45      | 57       | 71      |
| 50–54 | 100             | 10–14 | 55              | 47      | 56       | 68      |

## Gemeindegliederung
Die Gemeinde Lourenzá ist in vier Parroquias gegliedert:
| Parroquias              | Patrozinium | Einwohner 2024 | Fläche km² | Dichte Einw./km² | Höhe msnm | Ortskennzahl |
| ----------------------- | ----------- | -------------- | ---------- | ---------------- | --------- | ------------ |
| Santo Adrao de Lourenzá | Santo Adrao | 366            | 17,49      | 21               | 147       | 27027010000  |
| San Xurxo de Lourenzá   | San Xurxo   | 231            | 9,44       | 24               | 150       | 27027020000  |
| Lourenzá                | Santa María | 1.180          | 24,78      | 48               | 86        | 27027030000  |
| San Tomé de Lourenzá    | San Tomé    | 338            | 10,93      | 31               | 146       | 27027040000  |

Der Hauptort Vilanova der Gemeinde befindet sich in der Parroquia Santa María.

## Geschichte
Die erste historische Dokumentation der Gemeinde stammt aus der Gründung des Klosters San Salvador im Jahr 947.
Bis zum 12. Jahrhundert war das Kloster ein Familienkloster und nahm später die Regel des heiligen Benedikt an. 1642 erreichte das Prestige der Abtei seinen Höhepunkt, als Don Alvaro Quiñones der Titel des Markgrafen von Lorenzana verliehen wurde. Die endgültige Aufhebung des Klosters erfolgte im Jahr 1835 im Zuge der Desamortisation in Spanien.
Im Alten Regime bestand der territoriale Raum von Lourenzá aus zwei Gerichtsbarkeiten, Val de Lourenzá und Vilanova de Lourenzá. Diese gehörten zur Provinz Mondoñedo, eine von damals sieben Provinzen in Galicien.
In der veröffentlichten alphabetischen Liste der Gemeinden der Provinz Lugo aus dem Jahr 1835 gibt es zwei Gemeinden, O Val mit den Parroquias San Xurxo, San Tomé und Santo Adrao und Vilanova mit den Parroquias Santa María, Masma, Oirán und Couboeira. In der Revolution von 1840 wurden 30 Gemeinden aufgelöst, dabei verschwand auch O Val. Die neue Gemeinde Lourenzá absorbierte diese und verblieb im Gerichtsbezirk von Mondoñedo mit den Parroquias Santa María de Valdeflores, San Xurxo, San Tomé und Santo Adrao. Im Jahr 1844 folgte der Provinzrat von Lugo dem Antrag der Parroquias von O Val nicht, die getrennt werden und eine eigene Gemeinde bilden wollten und die Verwaltung verblieb bis heute.
In den frühen Jahren des 20. Jahrhunderts litt die Gemeinde unter der Geißel der Abwanderung, wobei die Auswanderung auf kubanisches Territorium besonders hervorzuheben ist, wo die Firma Hijos de Lorenzana gegründet wurde, die in späteren Jahren Spenden an die Gemeinde für den Bau von Schulen und der Kauf der Turmuhr leistete.

Logo des Jakobswegs

## Jakobsweg
Durch Baamonde führt der Jakobsweg mit der Variante Camino de la Costa von Ribadeo kommend und nach Abadín fortsetzend.

## Sehenswürdigkeiten

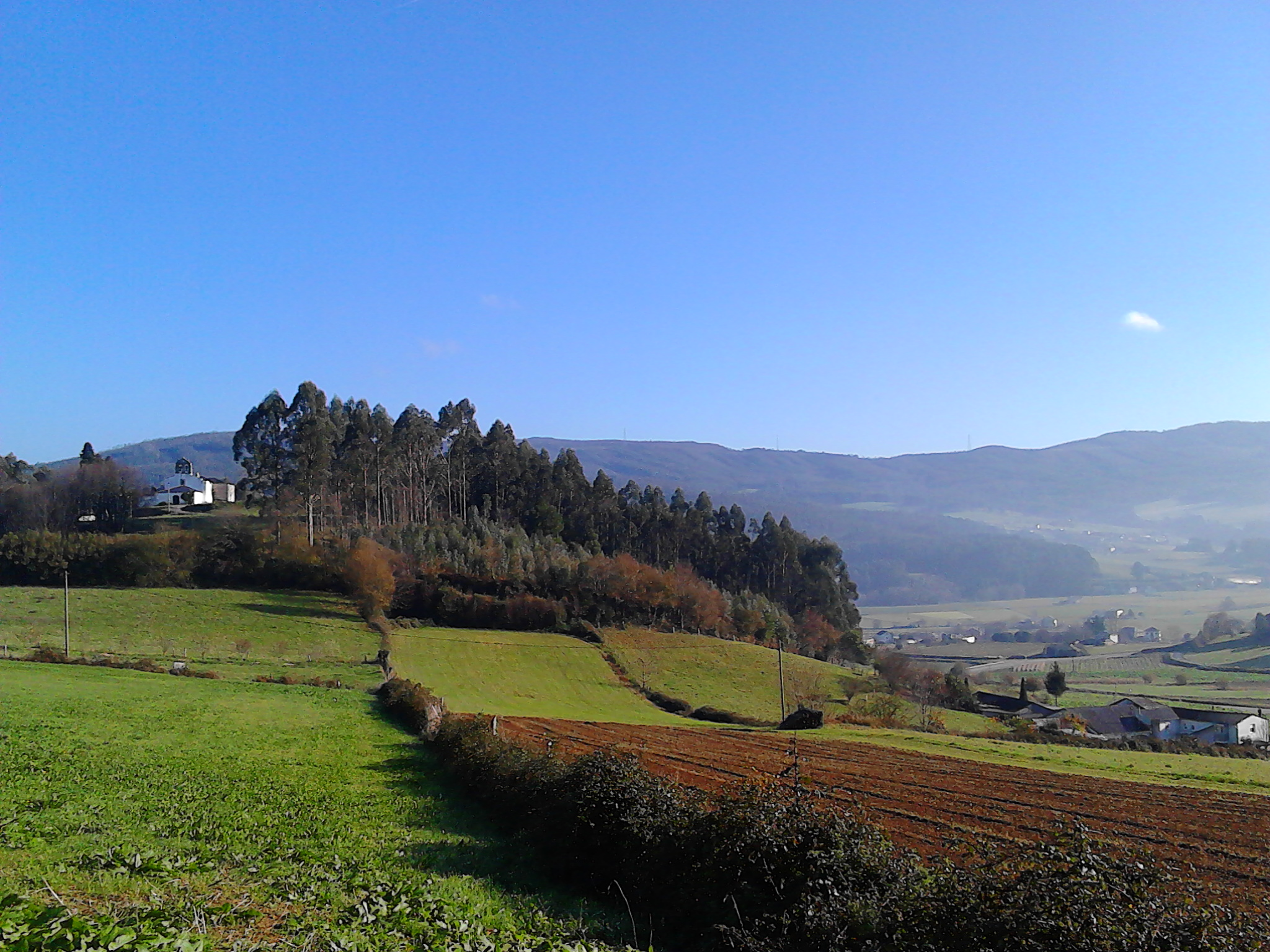
Blick von der Kirche San Xurxo de Lourenzá

Die wichtigsten Sehenswürdigkeiten von Lourenzá sind:
- Kloster San Salvador

Das im barocken Stil errichtete Kloster wurde 1974 zum historisch-künstlerischen Denkmal erklärt.
1878 brach ein Brand aus, der einen großen Teil des Hauptklosters in Mitleidenschaft zog. 1910 besetzte eine Gemeinschaft von Mönchen die Räume des Klosters und gründete ein Priorats, das von dem Kloster von Samos abhängig war, Sie leisteten die Wiederherstellung des niedergebrannten Klosters. 1942 wurde das Priorat aufgelöst und die Abhängigkeiten dem Bistum Mondoñedo übertragen. Vom Studienjahr 1942–43 bis 1970 wurde das Bischöfliche Knabenseminar geführt.
Die Klosterkirche wurde im Jahr 1732 von Bruder Juan de Samos begonnen und von Casas Novoa (Fassade und oberer Teil des Innenraums) als Blaupause für das Westportal (Fachada del Obradoiro) der Kathedrale von Santiago de Compostela fertiggestellt.
Die Kirche besitzt drei Schiffe in Form eines lateinischen Kreuzes und einer Kuppel auf Pendentifs. Sie birgt ein neoklassizistisches Altarretabel von Ventura Rodríguez mit Bildern von Ferreiro.

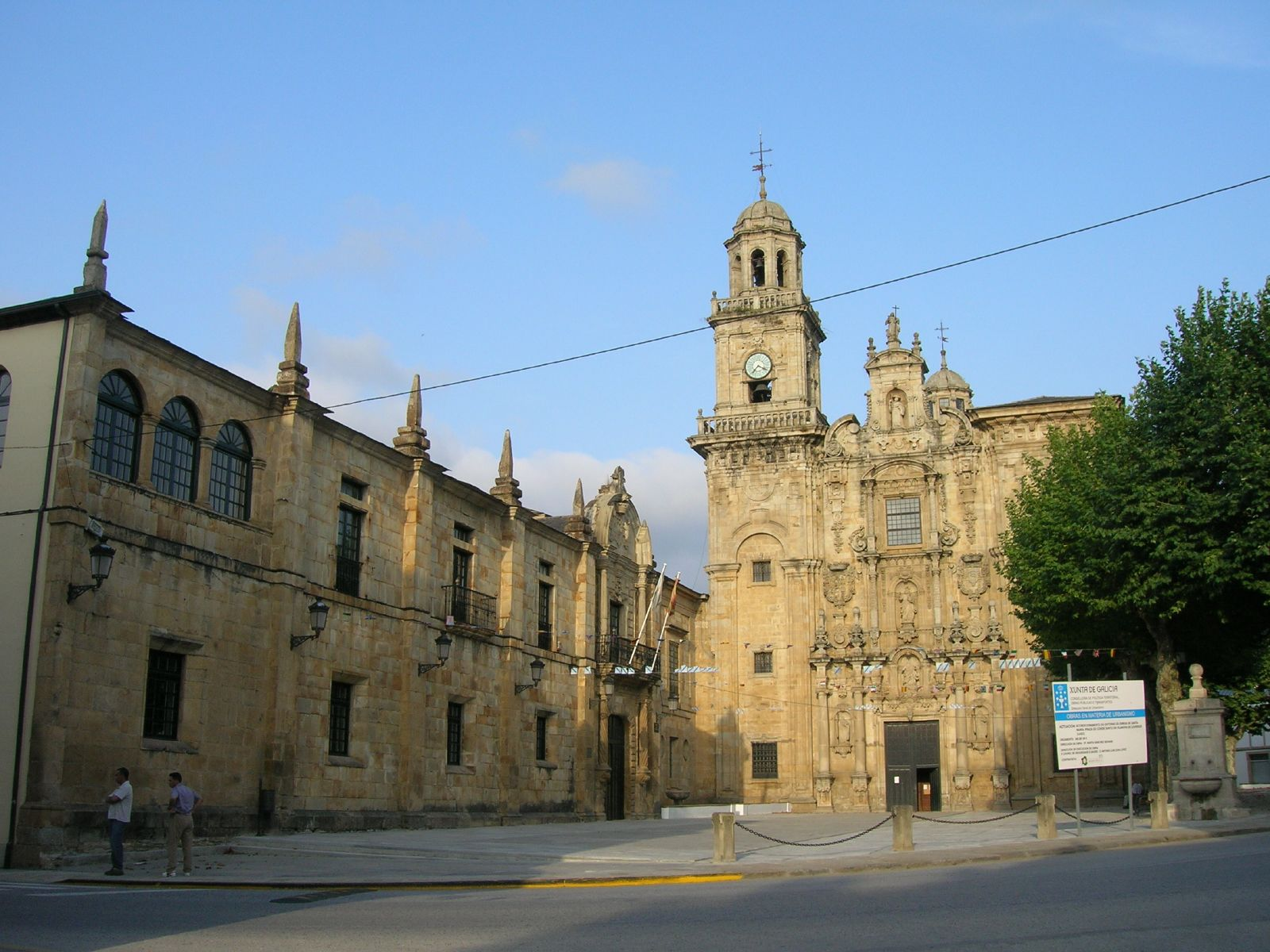
Kloster San Salvador
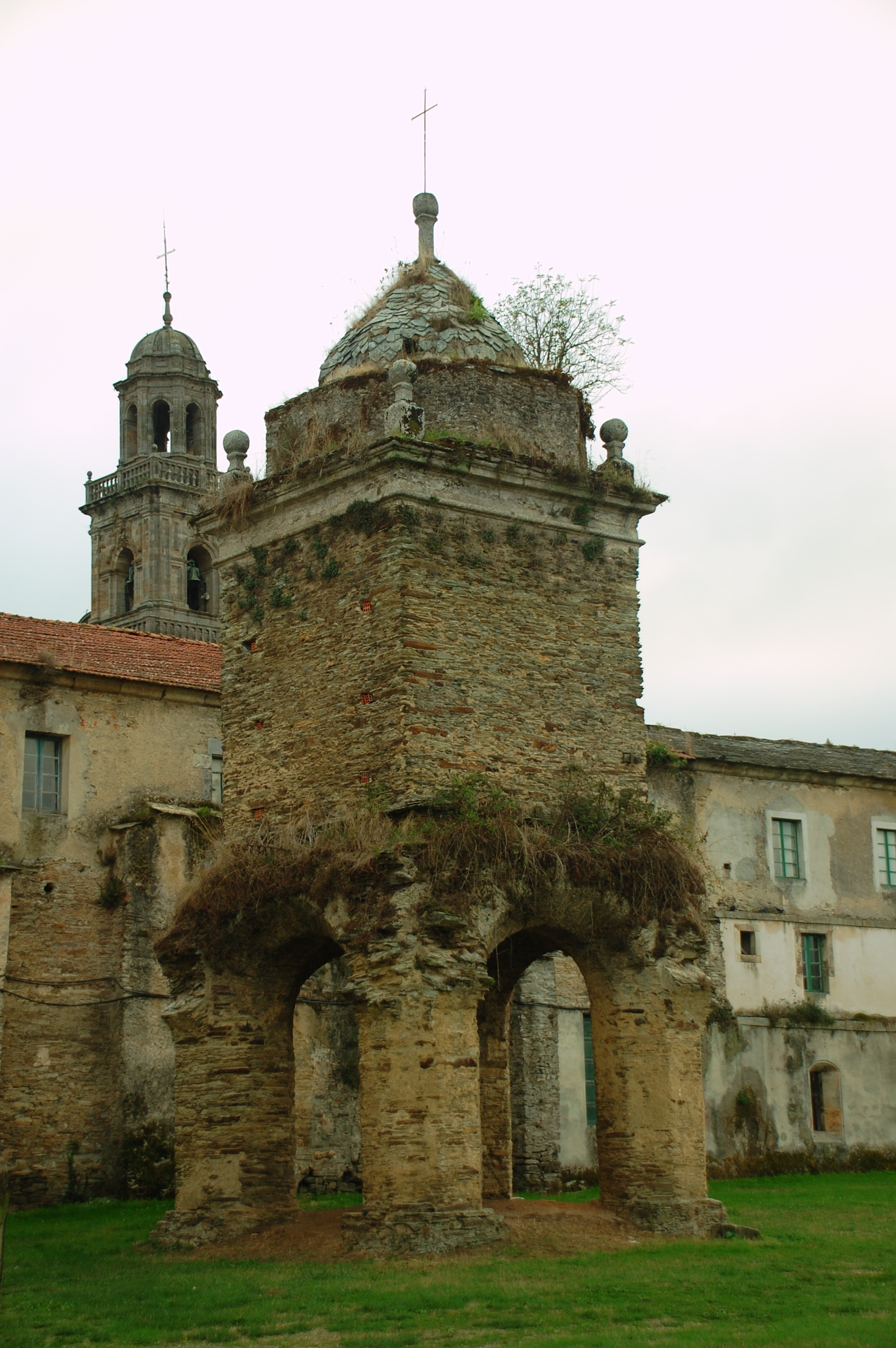
Turm
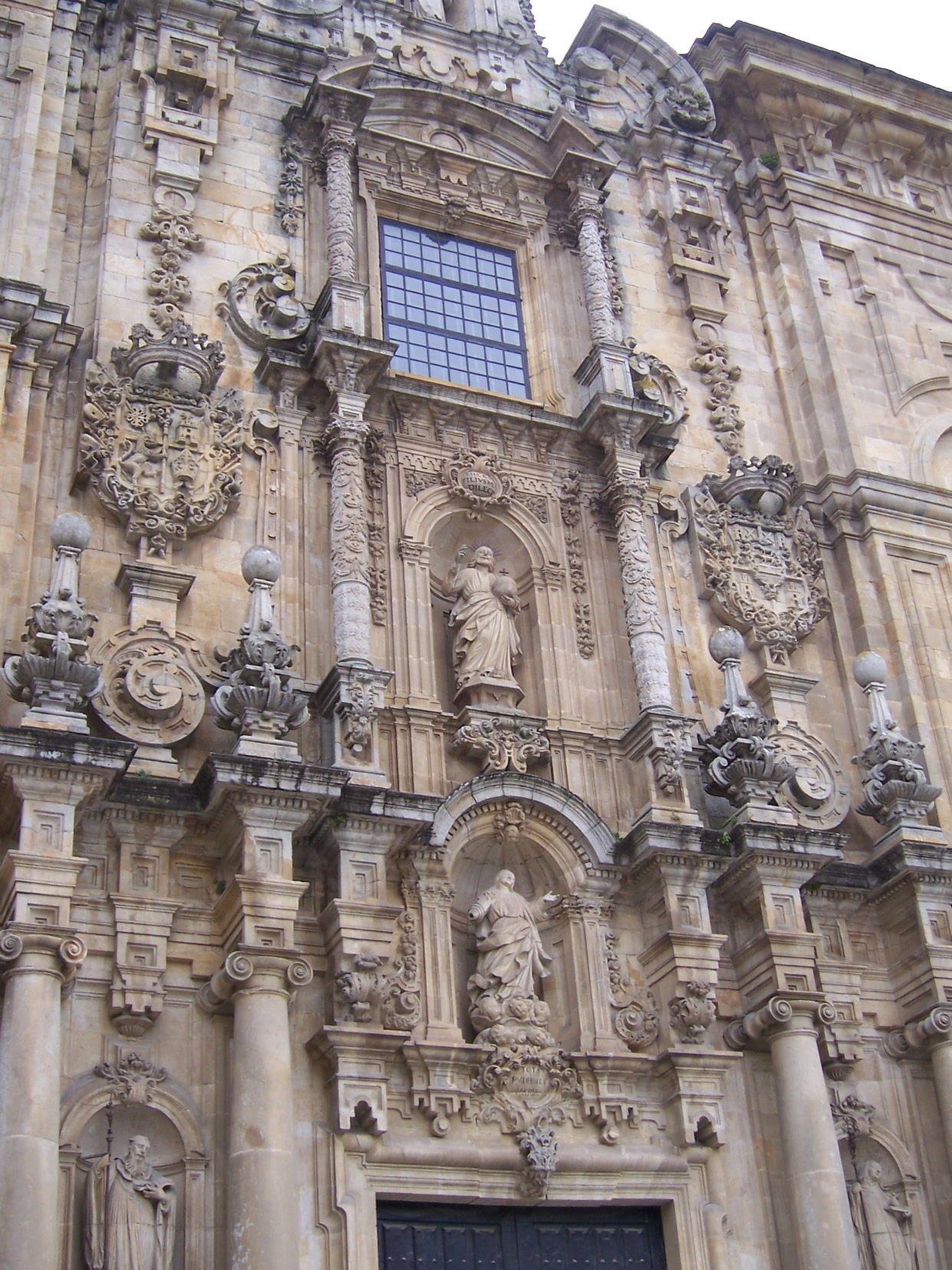
Fassade der Klosterkirche

- Museo de Arte Sacro

Es wurde 1964 in kirchlichem Besitz errichtet, später umgebaut und verfügt heute über eine prächtige Ausstattung, die den großen Raum hervorhebt, der einst eine Klosterbibliothek war und von der noch interessante Bände erhalten sind.
Das Museum besteht aus einer bedeutenden Sammlung von Tafelbildern mit Szenen aus den Wundern des Heiligen Grafen, Skulpturen aus dem 17. und 18. Jahrhundert und einer reichen und vielfältigen Anzahl von Goldschmiedestücken.
Aus dieser Sammlung von Werken sind die barocke Reliquie aus dem 17. Jahrhundert aus der Sakristei der Kirche, das Grab des Heiligen Grafen aus dem 5. Jahrhundert aus frühchristlichem Marmor und die Kapelle Nuestra Señora Valbanera aus dem 17. Jahrhundert hervorzuheben, mit einem wunderschönen Altar aus Naturholz und dem Altarbild der Kirche aus dem 18. Jahrhundert, entworfen von Ventura Rodriguez und dem Werk von Bernardo Del Río, eine Mischung aus Barock und Neoklassizismus.
- Pfarrkirche von San Xurxo

Sie befindet sich im Zentrum eines alten Castros und bietet eine herrliche Aussicht über das Lourenzá-Tal. Die Kirche wurde im 18. Jahrhundert in Form eines lateinischen Kreuzes auf früheren Gebäuden, möglicherweise des Templerordens errichtet. Sie besteht aus einem Kirchenschiff mit zwei Seitenkapellen, einer Hauptkapelle und einer Sakristei. Der Haupteingang hat die Form eines Korbbogens und eine Inschrift: „Es ist eine Zufluchtskirche“. Diese Kirche hatte ein weiteres Seitenschiff an der rechten Seite, es stürzte ein und wurde nicht neu gebaut. Der Hauptaltar ist im neoklassizistischen Stil aus dem 19. Jahrhundert und in Mondoñedo gefertigt.
- Kirche in San Tomé

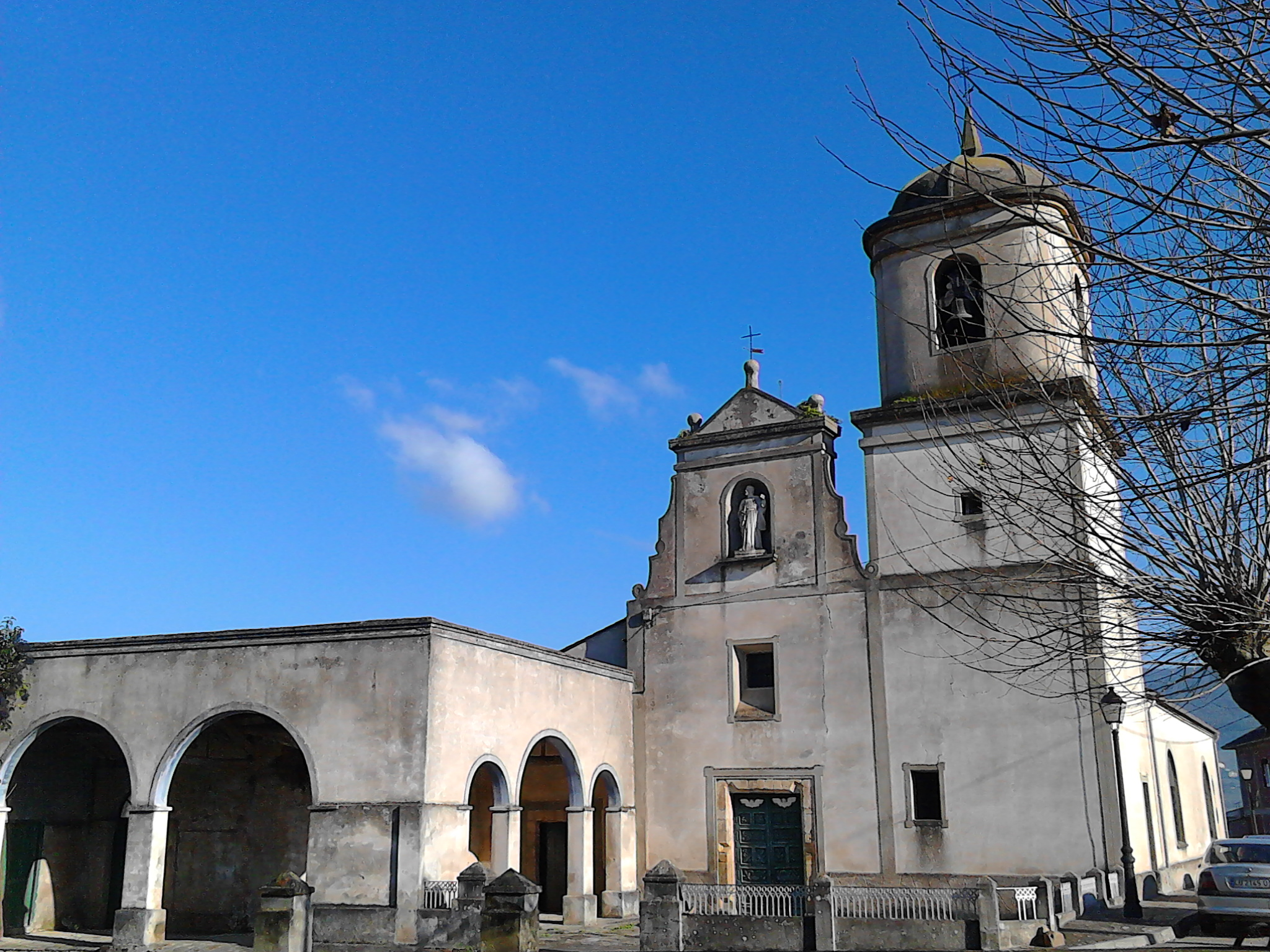
Kirche in San Tomé

Sie stammt aus dem 16. Jahrhundert mit größeren Umbauten im 18. Jahrhundert und in neuerer Zeit. Sie besteht aus drei durch Halbkreisbögen getrennten Schiffen mit einem Holzdach. Die quadratische Hauptkapelle zeigt ein von Konsolen getragenes Kreuzrippengewölbe aus dem 16. Jahrhundert. An der rechten Wand ragt ein kleiner Glockenturm mit einem Joch Breite empor. An der Spitze der Fassade befindet sich ein großes Frontispiz mit einer Darstellung des heiligen Apostels Thomas.
- Kirche von Santo Adrao

Die Kirche stammt aus dem 16. Jahrhundert und wurde mehrfach restauriert. Sie besteht aus einem Hauptschiff und einem Seitenschiff auf der rechten Seite, die durch Halbkreisbögen getrennt sind. Die Hauptfassade hat einen Glockengiebel mit zwei Öffnungen und auf der Rückseite eine Sonnenuhr aus Schiefer. In der Vorhalle befindet sich ein steinernes Taufbecken mit drei eingravierten Kreuzen, das zur ursprünglichen Kirche gehört haben soll. Auf der linken Seite des Altarraums befindet sich ein Halbkreisbogen, der auf eine Verbindung mit einer abgerissenen hinweist.
- Herrensitz Tovar

Es handelt sich um ein befestigtes Herrenhaus im Isabellinischen Stil, das nie fertiggestellt wurde. Das Haus wurde im Jahr 1530 von Don Antonio de Tovar, einem Edelmann von Kaiser Karl V. und seiner Frau gebaut. Eine Inschrift auf dem steinernen Wappen, der seine Fassade schmückt, bestätigt diese Tatsachen: DN ANTONIOUS DE: DOMO KA IS: HANC: FE NA BLANCA MD XXX DE TOVAR ROLI: CÉSAR CIT: CUM: CO: SVA: VXORE (Im Jahr des Herr 1530 Antonio de Tovar de la Casa del César: Carlos baute dieses Haus mit Doña Blanca, seiner Frau).
Die Festung besteht aus zwei mit Zinnen gekrönten quadratischen Türmen und zwei Pavillons sowie dem Anfang eines weiteren. Der Eingang hat einen Isabellinischen Bogen mit zwei Büsten im Flachrelief. Der Hauptturm hat gotische Fenster, ein großes Wappen und einen Grabstein mit Inschrift. Im Innenhof stechen zwei weitere Isabellinische Bögen hervor. Das Herrenhaus von Tovar behält bis heute seinen Festungscharakter. Die verschiedenen Verteidigungselemente harmonieren mit den anderen Nebenräumen des Schlosses, das nie unbewohnt war.

## Wirtschaft
| Ackerbau, Viehzucht und Fischerei                                                  | 149 | 018,24 |
| Industrie                                                                          | 095 | 011,63 |
| Bauwirtschaft                                                                      | 094 | 011,51 |
| Dienstleistungsbetriebe                                                            | 479 | 058,63 |
| Total                                                                              | 817 | 100,00 |
| * Daten aus dem Statistischen Amt für Wirtschaftliche Entwicklung in Galicien, IGE |     |        |

Das hohe Alter der Bevölkerung weist darauf hin, dass es eine große Zahl älterer Menschen gibt, die weiterhin in der Bewirtschaftung des Landes arbeiten, entweder für den Eigenbedarf oder für den Verkauf in kleinem Umfang.
Der Holzsektor ist von wesentlicher Bedeutung, da er viele Arbeitsplätze schafft. Die Gemeinde verfügt über Unternehmen, die den gesamten Kreislauf der Holzproduktion vom Fällen bis zur Verarbeitung zu Möbeln und Holzwerkzeugen bedienen. Ein weiterer wichtiger Sektor ist die Steinindustrie. Auf dem Gebiet der Gemeinde gibt es verschiedene Steinbrüche und Unternehmen, die diesen Stein für den späteren Verkauf umwandeln. Bemerkenswert ist auch der Bausektor, der vor allem in den letzten Jahren einen großen Aufschwung erlitten hat, da in diesem Sektor neben den Bauunternehmen selbst auch Elektriker, Installateure und viele andere, die mit diesem Sektor verbunden sind, beschäftigt werden.
Schließlich heben wir die Zunahme des Anbaus von Bohnen und Gartenprodukten hervor, die zunehmend auf dem Markt erhältlich sind und Lourenzá in eine privilegierte Situation in Bezug auf die Landwirtschaft bringen.

## Verkehr
Die Autovía A-8 („Autovía del Cantábrico“) von Bilbao bis zum Auftreffen auf die Autovía A-6 bei Begonte nordwestlich von Lugo durchquert das Gemeindegebiet von Ost nach West mit zwei Abfahrten nahe A Chiela in der Parroquia San Xurxo und nahe dem Hauptort Vilanova. In beiden Fällen führen die Abfahrten auf die Nationalstraße N-634, die die Gemeinde im Norden an die Küste anbindet und im Südwesten über Mondoñedo bis nach Begonte führt.
Weitere wichtige überörtliche Straßen sind die Provinzstraßen LU-132 nach Trabada und die LU-122 nach Riotorto.